# Лесные старцы
Лесные старцы — название предводителей религиозного движения в лесах Северной России, возникшего в 1620—1630-е годы. 
Движение охватывало леса Верхнего Поволжья, вокруг Ярославля, Владимира, Нижнего Новгорода, Костромы. Основу учения лесных старцев составлял аскетизм и уход в лесные чащи от еретического и греховного мира, переживающего последние времена. Они находились в ожидании Конца света и пришествия Антихриста. Мир для них был безнадёжно греховен. Спасение души видели в уходе от мира и его светских соблазнов. Три дня в неделю они питались хлебом и овощами, в остальные же дни придерживались поста. Вдохновителем лесных старцев был инок Капитон, который носил на себе четыре тяжёлых камня, подавая пример своим последователям. Реформу Никона они восприняли как «отпадение» от православия в угоду Антихриста.